# 밥 브래들리
로버트 프랭크 "밥" 브래들리(영어: Robert Frank "Bob" Bradley, 1958년 3월 3일 ~ )은 미국의 축구 감독이다.
뉴저지주 출신인 그는 웨스트 에섹스 고등학교와 프린스턴 대학교에서 축구 선수 생활을 했었고, 잠시 동안 프록터 앤드 갬블에서 일한 적도 있었다. 그는 1981년 22살의 나이로 오하이오 대학교의 축구 팀인 오하이오 밥캣츠 (Ohio Bobcats)에서 첫 지도자 생활을 시작했고, 1983년에는 버지니아 대학교의 축구 팀이자 당시 브루스 어리나 감독이 지휘하던 팀인 버지니아 캐벌리어스 (Virginia Cavaliers)의 수석 코치를 맡게 된다. 이후 그는 자신의 대학교의 팀인 프린스턴 타이거스로 돌아와 두번의 아이비 리그 타이틀을 일궈내었다.
이후 1996년, 예전 같이 활약했던 어리나 감독의 부름을 다시 받아 D.C. 유나이티드의 수석 코치를 맡으면서 첫 프로 축구팀 생활을 시작한다. 1997년에는 시카고 파이어의 지휘봉을 잡아 MLS컵과 US 오픈컵 우승으로 더블을 일궈내어 MLS 올해의 감독에 수상된다. 이후 메트로스타스, 치바스 USA에서 감독 생활을 했다.
2006년 FIFA 월드컵에서 브루스 어리나 감독이 좋지 않은 성적을 거두고 사임하자, 브래들리 감독은 그의 후임으로 미국 축구 국가대표팀의 사령탑을 맡게 된다. 이후 2007년 CONCACAF 골드컵 우승, 2009년 FIFA 컨페더레이션스컵 준우승 등의 좋은 성적을 미국에 안겨주었다. 2011년 이집트 축구 국가대표팀의 지휘봉을 잡으면서 2014년 FIFA 월드컵 아프리카 지역 2차 예선에서 6전 전승을 거두며 좋은 분위기로 다음 라운드에 올라갔으나, 최종 예선에서 가나에게 덜미를 잡히면서 결국 감독직에서 해임되었다.
2014년 스타베크의 감독직을 맡게 되면서 유럽 축구계에 진출하게 된다. 이후 2015년 리그 2의 팀인 르아브르와 2년 계약을 맺게 되고, 2016년 프란체스코 구이돌린 감독이 성적 부진으로 스완지 시티에서 경질되자 후임으로 스완지 시티의 지휘봉을 잡게 된다. 그러나 11경기에서 2승 2무 7패라는 초라한 성적을 거두게 되어 부임 85일만에 스완지 시티 감독직에서 경질된다.
그의 동생 스콧 브래들리는 시애틀 매리너스 등 여러 메이저 리그 베이스볼 팀에서 활약했던 프로 야구 선수였고, 그의 아내 린제이는 라크로스 선수였다. 또한 그의 아들 마이클 브래들리는 현재 스타베크의 수석 코치로 활동하고 있다.

## 수상
시카고 파이어
- MLS컵: 1998
- US 오픈컵: 1998, 2000

미국
- CONCACAF 골드컵:
  - 우승: 2007
  - 준우승: 2009, 2011
- FIFA 컨페더레이션스컵:
  - 준우승: 2009